# LHAASO
LHAASO (англ. Large High Altitude Air Shower Observatory, велика висотна обсерваторія повітряних злив) — обсерваторія гамма- та космічних променів у Даочені, у Сичуані, Китай. Він призначений для спостереження атмосферних злив, викликаних гамма- та космічними променями. Обсерваторія знаходиться на висоті 4410 м над рівнем моря. Вона розпочала спостереження у квітні 2019 року.
Обсерваторія займає площу близько 145 га і містить три підземні басейни з водою, кожен більш ніж утричі більший за Водний куб у Пекіні. В басейнах встановлені черенковські детектори для виявлення частинок високої енергії. До проєкта залучені дослідницькі групи з Австралії та Таїланду.
Обсерваторія працює практично так само, як і обсерваторія CASA-MIA, але з більшою поверхнею, кращими детекторами мюонів, покращеним дизайном і на більшій висоті.

## Наукові результати
17 травня 2021 року LHAASO виявила дюжину частинок з анергіями понад 1 ПеВ, в тому числі одну з енергією 1,4 ПеВ.